# Леттов-Форбек, Пауль Эмиль фон
Па́уль Эми́ль фон Ле́ттов-Фо́рбек (нем. Paul Emil von Lettow-Vorbeck, 20 марта 1870, Зарлуи — 9 марта 1964, Гамбург) — немецкий генерал-майор, командовавший войсками кайзера во время Восточноафриканской кампании Первой мировой войны, единственной колониальной кампании, в которой германские войска не были побеждены вплоть до окончания войны. Считается[кем?] одним из лучших партизанских командиров в истории.

## Начало военной карьеры
Родился в Зарлуи в семье военных, получил образование артиллерийского офицера, с 1889 года — лейтенант, с 1895 года — обер-лейтенант. В 1900 году участвовал в подавлении восстания боксёров в Китае. Затем служил в звании капитана командиром роты в Германской Юго-Западной Африке во время восстания гереро и последовавшего затем геноцида этого племени. В 1907 произведен в звание майора, на штабной должности в Германии. С января 1909 года командовал батальоном морской пехоты, с октября 1913 года — командующий германскими колониальными войсками в Камеруне.

## Первая мировая война
В апреле 1914 года подполковник фон Леттов-Форбек был назначен командующим германскими войсками в Германской Восточной Африке, которые к началу Первой мировой войны состояли из 261 германских офицеров, унтер-офицеров и солдат и 4680 туземцев.

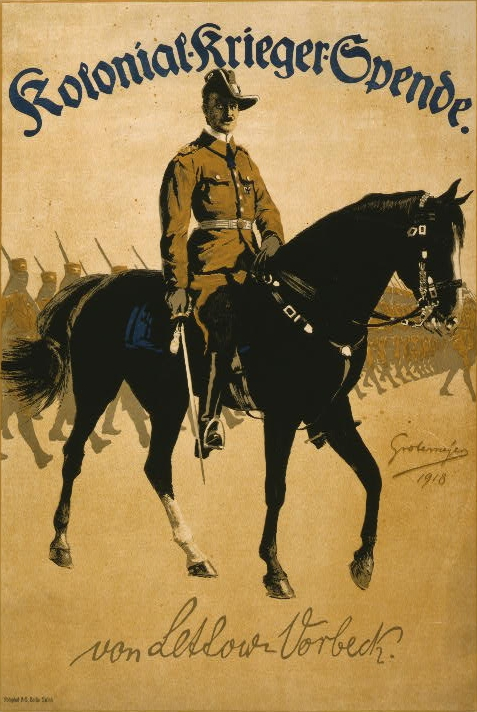
Пауль фон Леттов-Форбек
Плакат Первой мировой войны

Германская Восточная Африка граничила с бельгийским Конго, португальским Мозамбиком, британскими Кенией и Северной Родезией — колониями, в которых находились войска Антанты, численно значительно превосходящие германский отряд; тем не менее, Леттов-Форбек не стал подчиняться приказам из Берлина и от губернатора колонии Генриха Шнее, согласно которым ему и его отряду не следовало проявлять инициативу, 15 сентября 1914 перешёл германо-британскую границу и занял стратегический город Тавета в Кении. 2-5 ноября 1914 года Леттов-Форбек одержал первую серьёзную победу над Антантой, отразив высадку британского десанта около города Танга; после этого он ещё несколько раз побеждал британцев, например, у Яссина 18 января 1915 года.
Главным источником пополнения для Леттов-Форбека служил набор добровольцев (всего он смог собрать около 12000 человек, в основном туземцев, но хорошо подготовленных и дисциплинированных); подкрепления из Германии в Африку не прибывали. Понимая, что Восточная Африка является второстепенным театром военных действий и не имеет особой стратегической важности, он всё же стремился сковать боевыми действиями в ней как можно большее число британских солдат, тем самым облегчая положение германской армии на Западном фронте. Избегая открытого столкновения с численно превосходящими британскими войсками, он начал партизанскую войну, основной целью которой были британские форты и железные дороги в Родезии и Кении.
В марте 1916 года британцы предприняли очередную попытку победить Леттов-Форбека, послав против него отряд под командованием Яна Смэтса (45000 человек, впоследствии усиленных подкреплениями), но знание местности и климата помогло Леттов-Форбеку продержаться длительное время, при этом нанеся британцам серьёзные потери (например, в бою у Махивы в октябре 1917 года он потерял 100 человек, а британцы 1600). Избегая столкновения с основными силами англичан, он совершил рейд в Мозамбик, разгромив несколько португальских гарнизонов.
В августе 1918 года Леттов-Форбек вернулся в Германскую Восточную Африку, где продолжал боевые действия до тех пор, пока 14 ноября 1918 года не узнал из документов, найденных у военнопленного британца Гектора Кроуда о том, что между Германией и Антантой заключено перемирие. 23 ноября 1918 года армия Леттов-Форбека, к тому времени состоявшая из 30 германских офицеров, 125 германских унтер-офицеров и солдат и 1168 туземцев, капитулировала в Аберкорне (Северная Родезия).

## Конец Первой мировой войны

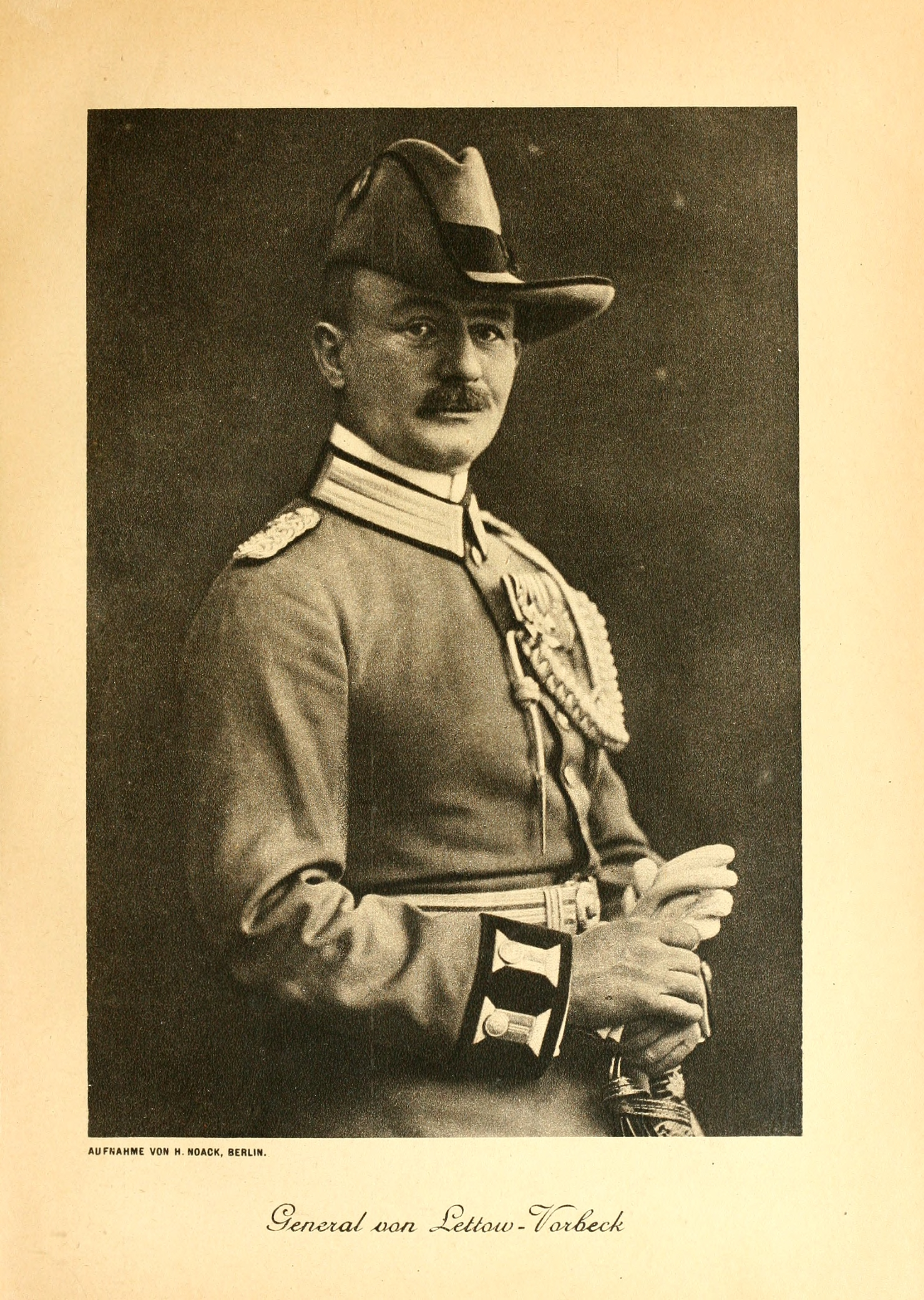
Леттов-Форбек в Африке

13 ноября 1918 года, через два дня после прекращения войны в Европе, Леттов-Форбек, теперь произведенный в генерал-майоры, узнал из бумаг захваченного британского мотоциклиста, чтобы тот  передал сообщение британским войскам о прекращения огня и приказ перевести охраняемые районы в пределах месяца. Леттов-Форбек не доверял сообщению, потому что ему не хватало коммуникационных возможностей, и он не мог подтвердить сообщение немецкого командования.
Наконец, из Солсбери на юге Родезии пришло подтверждение прекращения огня, которое не вызывало сомнений. 18 ноября 1918 года последние боевые подразделения обеих сторон узнали о прекращении огня в Европе. Было согласовано с англичанами общий отъезд в Аберкорн к югу от озера Танганьика, где Леттов-Форбек 25 ноября 1918 года официально сложил оружие.

## После мировой войны
Вскоре после окончания войны он опубликовал две книги, посвященные его пребыванию в Восточной Африке, которые сегодня обсуждаются неоднозначно. В них он призывал к возвращению колоний.
В январе 1919 года полковник Леттов-Форбек вернулся в Германию, где принял активное участие в политической жизни Веймарской республики, с 1919 года являлся членом «Стального шлема», поддержал Капповский путч и участвовал в боях против коммунистов-«спартаковцев» в Гамбурге, в результате провала путча 20 октября 1920 года был уволен из армии с присвоением звания генерал-лейтенанта.
В 1923 году он переехал в Бремен, где работал оптовым торговцем в компании Conrad Kellner & Cie.
C 1928 по 1930 был депутатом рейхстага, входил в Немецкую национальную народную партию.
Леттов-Форбек не одобрял политику нацистов, хотя те и пытались использовать его популярность и славу непобедимого полководца в своих целях. В частности, Леттов-Форбек фигурирует в фильме «Всадники Германской Восточной Африки» (1934). Гитлер безуспешно приглашал Пауля присоединиться к НСДАП. В апреле 1933 года Пауль Эмиль безуспешно протестовал и отправил письмо президенту Веймарской республики Паулю фон Гинденбургу против увольнения бременского офицера полиции Вальтера Каспари национал-социалистами. Тем не менее в 1933 году Леттов-Форбек стал членом СА, а 25 августа 1939 года Гитлер присвоил ему звание генерала пехоты. Немецкий историк Уве Шульте-Варендорф утверждает, что генерал разделял нацистскую расовую политику, придерживался теории расовой гигиены и до конца своих дней был уверен в превосходстве белых.
К концу Второй мировой войны Леттов-Форбек оказался в нищете. Оба его сына, Рюдигер и Арнд были убиты в бою, служа в вермахте. Его дом в Бремене был разрушен при бомбардировке союзниками. Однако с послевоенным экономическим чудом ситуация улучшилась. Финансовую помощь для пенсии Леттов-Форбеку оказал его бывший противник, Ян Смэтс, заручившийся поддержкой среди своих офицеров.
В 1953 году посетил бывшую Германскую Восточную Африку, где его искренне приветствовали выжившие аскари, которые сопроводили его старой походной песней Heia Safari!
Скончался 9 марта 1964 года в Гамбурге, всего за 11 дней до своего 94 дня рождения. Правительство ФРГ пригласило бывших немецких аскари на его похороны. Несколько офицеров бундесвера были назначены в почётный караул. Министр обороны Кай-Уве фон Хассел приехал на похороны и произнес похоронную речь. Леттов-Форбек был похоронен в Просторфе, Шлезвиг-Гольштейн на кладбище Вайслинкирхе.

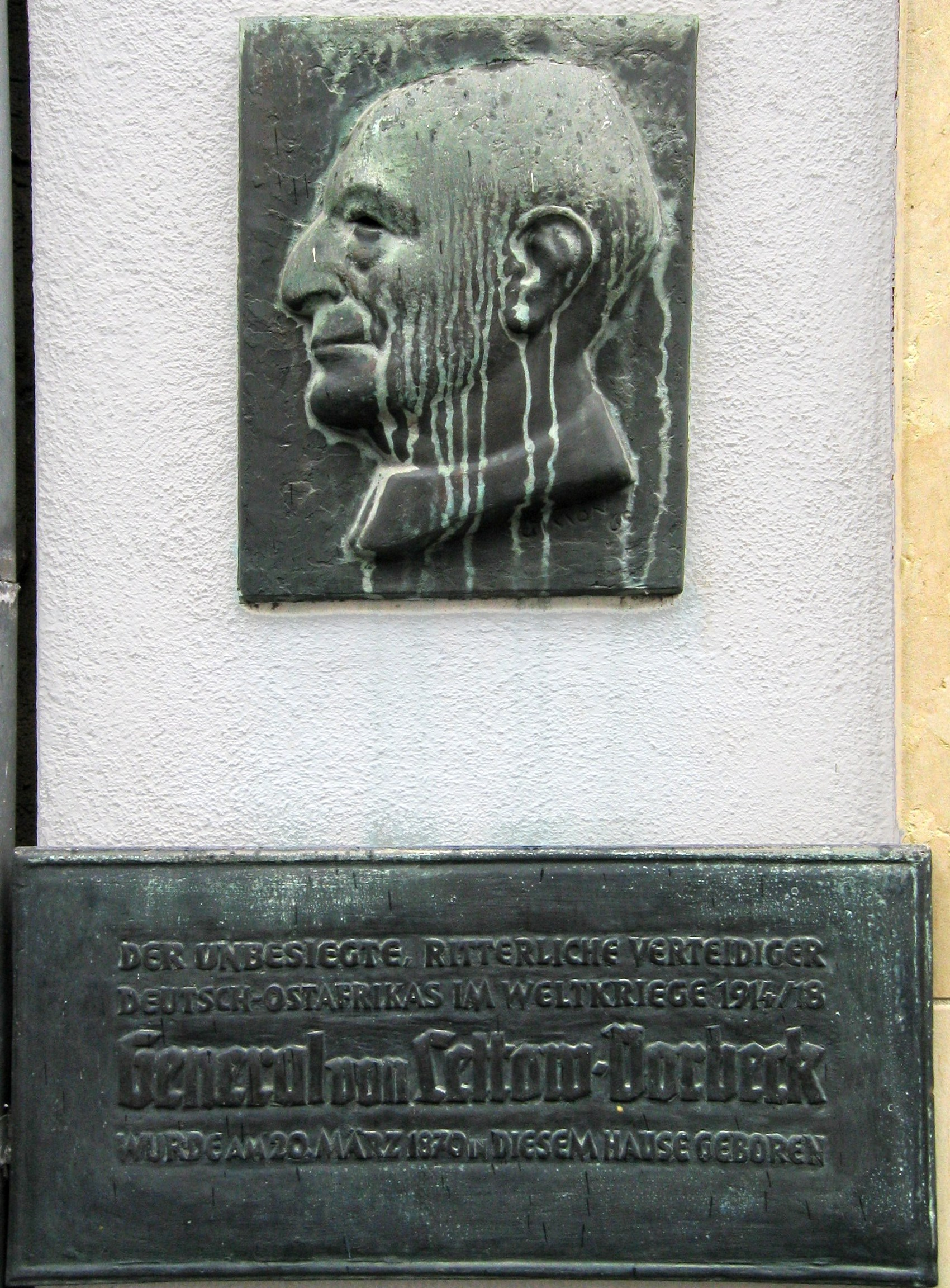
Мемориальная доска на доме в Зарлуи, где родился Леттов-Форбек.

Автор мемуаров «Мои воспоминания о Восточной Африке» (нем. Heia Safari! Deutschlands Kampf in Ostafrika) и др.

## Память
- В 1919 году Ганс Вирхов назвал вид динозавров Dysalotosaurus lettowvorbecki в честь Леттова-Форбека[7].
- В честь Пауля фон Леттов-Форбека в нескольких немецких городах названы были улицы, а также школы и казармы. С конца XX века пересмотр колониального прошлого Германии привёл к спорам по поводу этой практики именования. В результате некоторые названные в честь Леттов-Форбека улицы и учреждения были переименованы.
- Леттов-Форбек — главный герой The Ghosts of Africa, посвящённого восточноафриканской кампании исторического романа, написанного в 1980 году англо-канадским романистом Уильямом Стивенсоном.

## Галерея

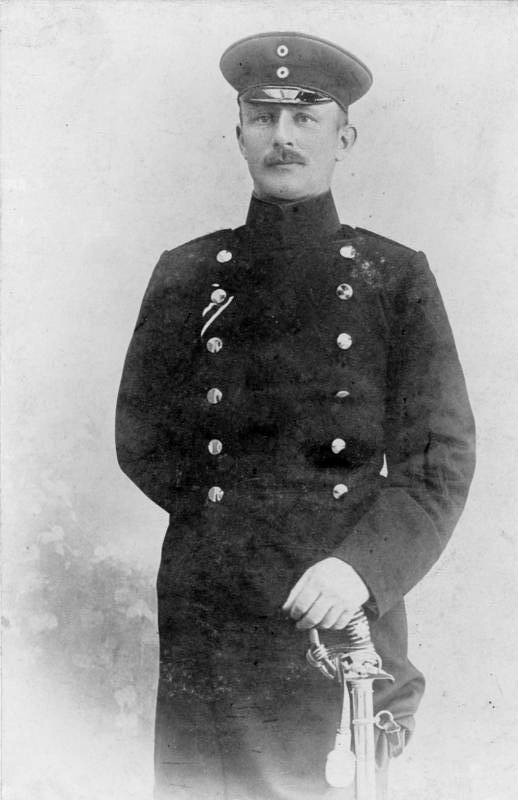
Леттов-Форбек, 1906 г.
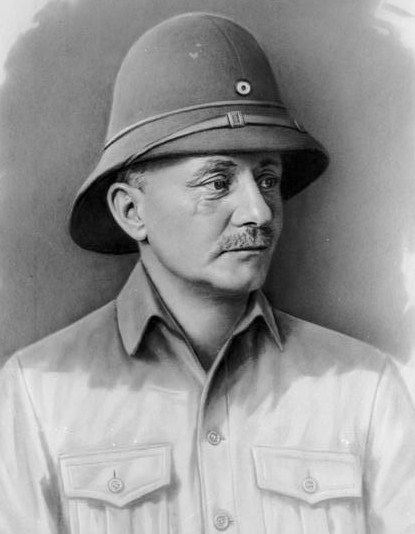
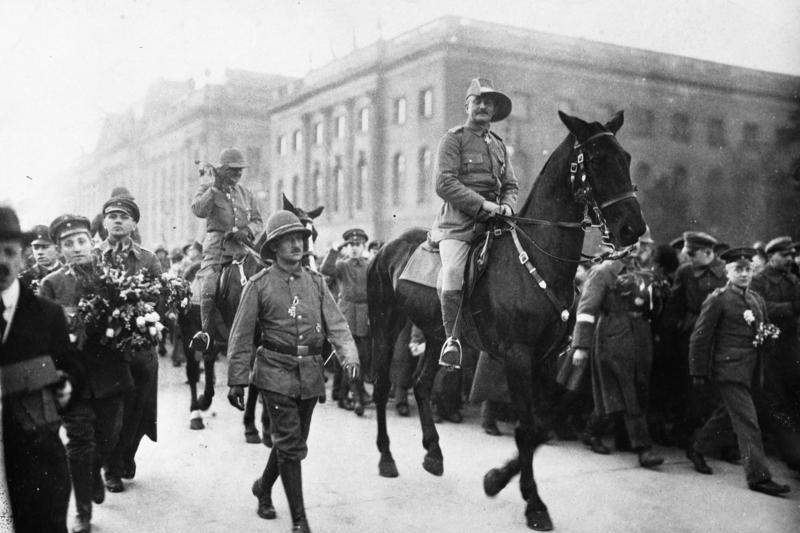
Леттов-Форбек на параде в Берлине, 1919 г.
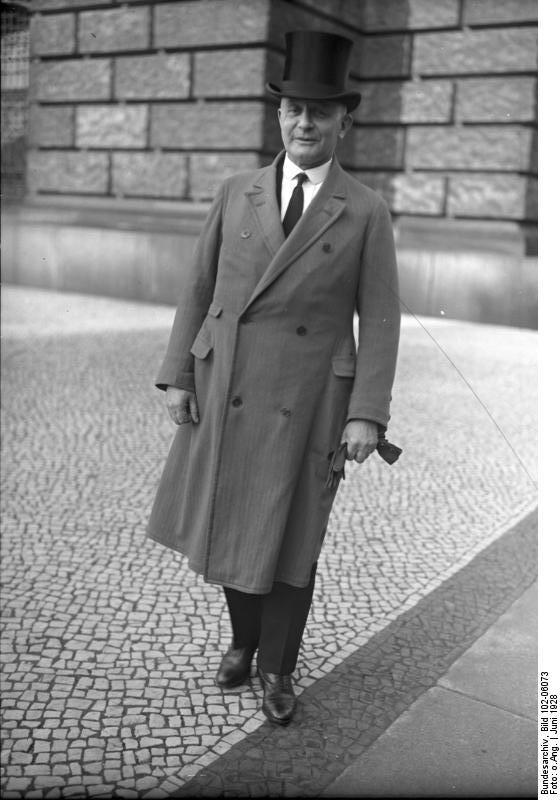
Леттов-Форбек, 1928 г.
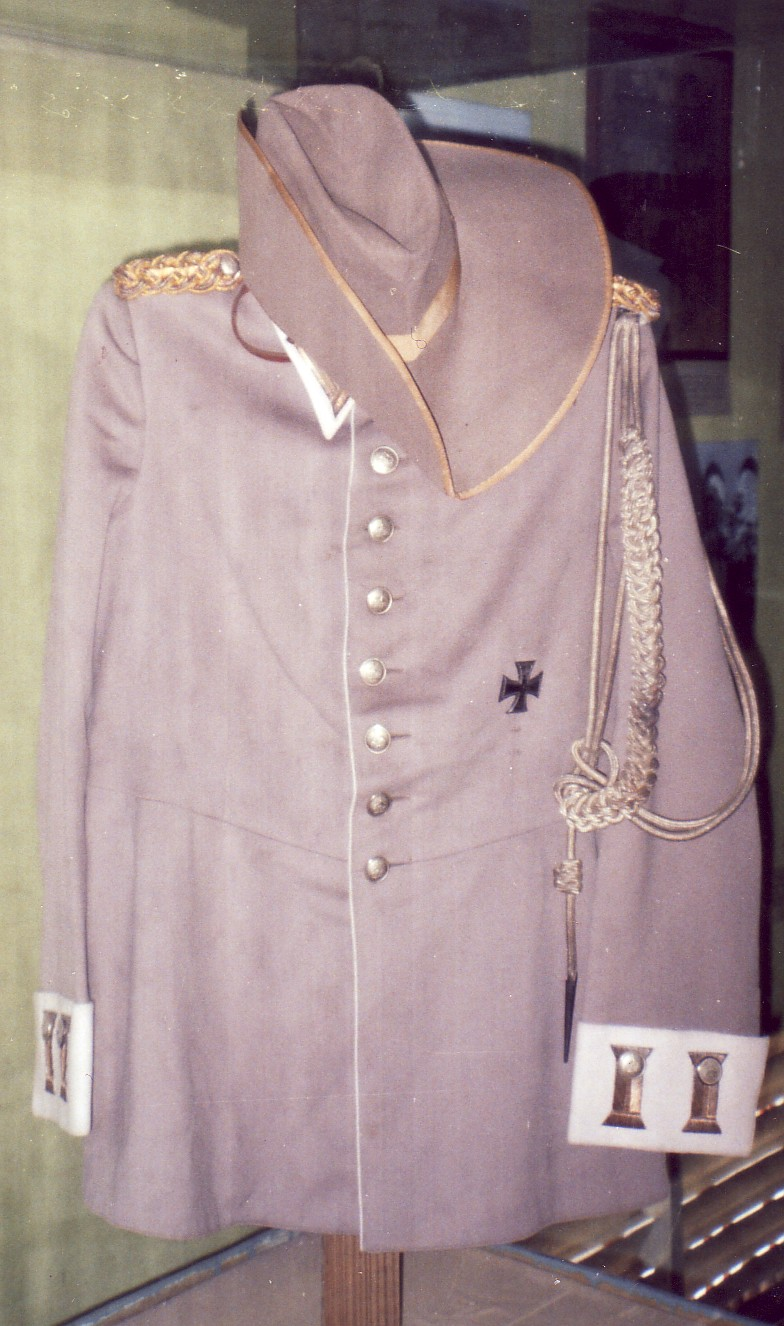
Африканская форма Леттова-Форбека в Национальном музее Танзании в Дар-эс-Саламе